# Obsjtina Sungurlare
Obsjtina Sungurlare (bulgariska: Община Сунгурларе) är en kommun i Bulgarien.   Den ligger i regionen Burgas, i den östra delen av landet, 290 km öster om huvudstaden Sofia.
Obsjtina Sungurlare delas in i:
- Vezenkovo
- Văltjin
- Grozden
- Klimasj
- Kosten
- Lozarevo
- Manolitj
- Podvis
- Prilep
- Slavjantsi
- Săedinenie
- Tjernitsa
- Tjubra

Följande samhällen finns i Obsjtina Sungurlare:
- Sungurlare

Trakten runt Obsjtina Sungurlare består till största delen av jordbruksmark. Runt Obsjtina Sungurlare är det ganska glesbefolkat, med 22 invånare per kvadratkilometer.